# Plectus sambesii
Plectus sambesii är en rundmaskart som beskrevs av Heinrich Micoletzky 1915. Plectus sambesii ingår i släktet Plectus och familjen Plectidae. Inga underarter finns listade i Catalogue of Life.